# 洛赫格拉本河 (尚德爾巴赫河支流)
50°10′19.83″N 9°11′11.07″E / 50.1721750°N 9.1864083°E

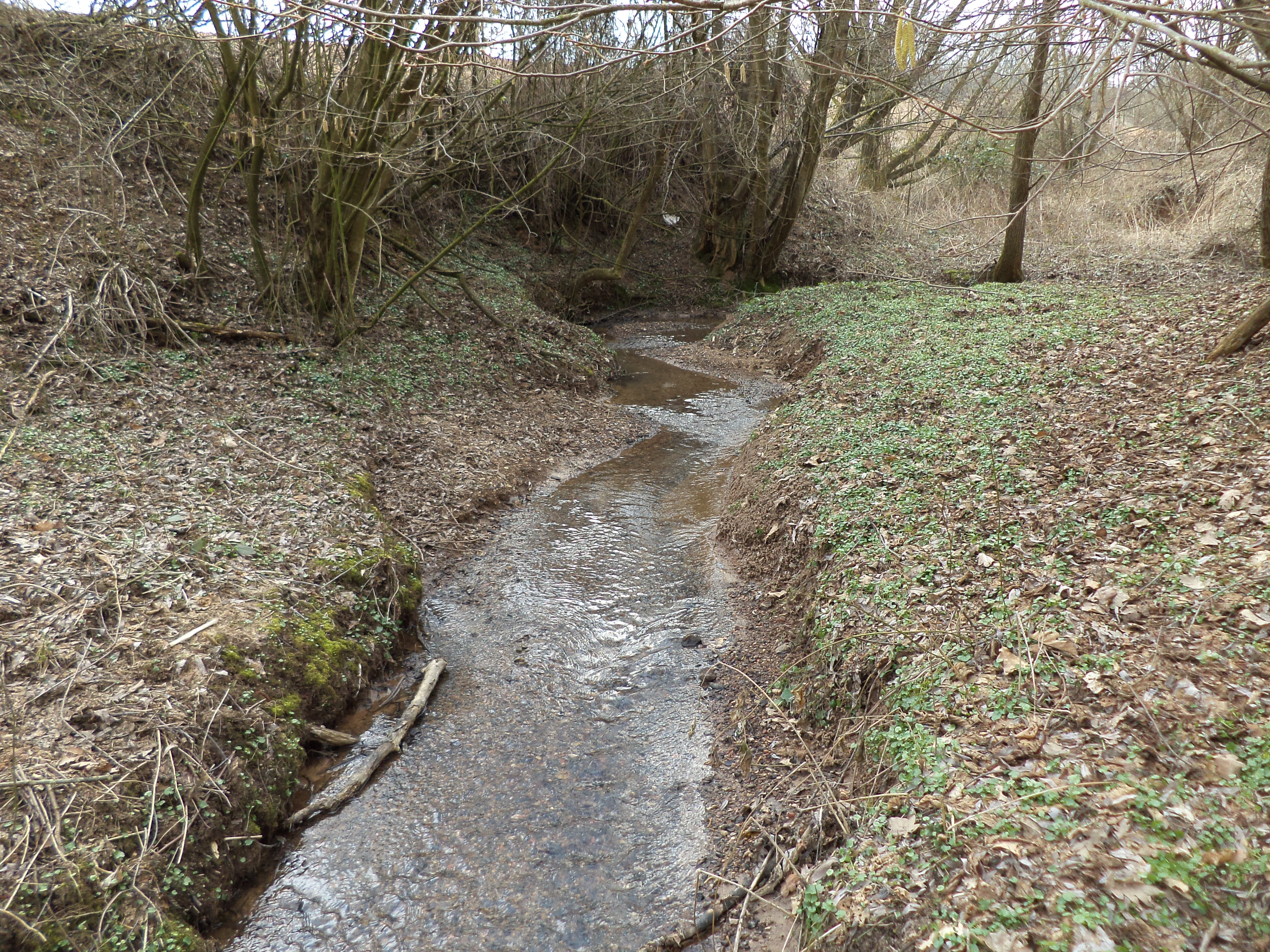
洛赫格拉本河（尚德爾巴赫河支流）

洛赫格拉本河（德語：Lochgraben），是德國的河流，位於該國中部，由黑森州負責管轄，屬於尚德爾巴赫河的右支流，河道全長2.5公里，流域面積1.5平方公里。